# Prata do Piauí
Prata do Piauí é um município brasileiro do estado do Piauí. A cidade estende-se as margens do rio Poti, e é atravessada pela Rodovia PI-224.

## História
Prata do Piauí teve origem na fazenda Prata Velha, de  propriedade de Pedro Mendes, a 2,5 quilômetros do local onde, hoje, se encontra o município. Em 1889, procedente de Valença do Piauí, município a que pertencia a localidade, chegava no lugar Dona Isabel Francisco de Lima, que se estabeleceu com uma casa comercial. Logo depois, chegaram José Rufino, vindo do Ceará, Olegário Gonçalves da Silva Chicoteiro e Agostinho Martins Pessoa, que também se instalaram com estabelecimentos comerciais.
Em 1912, foi organizada a primeira feira semanal, que funcionou, inicialmente, sob a sombra de um cajueiro, em torno do qual vários moradores construíram suas casas, dando à localidade o aspecto de povoação, inclusive com uma capela. Em 1923, foi construída a capela.
Em 1954, com a criação do município de São Félix do Piauí, o aglomerado passou a pertencer a este, com a denominação de Prata. No ano de 1962, o vereador Antônio Bezerra da Silva, com a colaboração de João Campelo da Silva, Lázaro Alves Pereira e Antônio Maria da Silva, promoveram o movimento que ensejou a criação e instalação do município de Prata do Piauí. 
Elevado à categoria de município com a denominação de Prata do Piauí pela lei estadual nº 2253, de 1 de janeiro de 1962, desmembrado de São Félix do Piauí sendo instalado em 10 de dezembro desse mesmo ano.

## Geografia
Localiza-se a uma latitude 05º40'02" sul e a uma longitude 42º12'24" oeste, ao Centro-Norte do estado, estando a uma altitude de 115 metros em média. A cidade é banhada pelo Rio Poti e por vários riachos e cachoeiras ao seu redor.
O Rio Poti é uma grande fonte de pescados para a população, e além disso, é uma das principais fontes de lazer dos Pratenses, com suas pequenas praias fluviais formadas por bancos de areia no período veraneio e um fim de tarde belo.

## Clima
O clima é tropical subúmido. Há duas estações bem definidas: inverno ou estação das chuvas (novembro a março) e verão ou estação da seca (abril a outubro). Os meses em que o "frio" predomina novembro a abril (época que começa a chover), e o "calor", de abril a outubro. A temperatura média no município oscila entre 23° e 40º, com picos de mais de 43° graus em dias mais quentes. Com sensações térmicas que chegam a 29º no inverno e 47º no verão.

## Relevo
Seu relevo é formado basicamente de planícies, chapadas e em sua vegetação predominam cerrados.

## Hidrografia
O município de Prata é banhado pelo rio Poti, além dos riachos da Taboca, do Rodiador, Canal (fazenda Malhada Alta), gameleira e Rio Sambito. O rio Poti é um dos rios mais importantes do estado do Piauí, e como conseqüência, do município de Prata do Piauí.

## Demografia
Sua população, conforme estimativas do IBGE de 2021, era de 3 149 habitantes.

### Transporte
Basicamente a malha viária da cidade é composta por calçamentos de cimento com pedras, formando uma espécie de calçamento, porém com a construção da ponte sobre o rio Poti ligando a cidade ao município de Beneditinos, a cidade ganhou sua primeira rua com uma pequena camada de malha asfáltica, e também a pavimentação do trecho da Rodovia PI-222 que liga a cidade ao município de São Miguel da Baixa Grande, facilitando assim o acesso e a melhora na economia e prestação de serviços, assim como, a chegada de mercadorias ao município. Já o outro trecho da rodovia que liga ao município de Beneditinos, encurtando a distância entre Prata e a Capital Teresina ainda não conta com asfalto, estando constantemente em péssimo estado de conservação.
A cidade conta com 3 (três) ônibus de empresas distintas e um micro-ônibus alternativo, que fazem o transporte de cargas e passageiros para a capital do estado, Teresina, não contando ainda com nenhum terminal rodoviário. O transporte de pessoas na cidade é feita por alguns poucos mototaxistas.

### Saúde
O município de prata é servido com apenas um hospital (Unidade Mista de Saúde), um posto de saúde (onde funciona a ESF)e uma ambulância para levar a população para Teresina em casos de emergência.

## Cultura
Na cultura, os reizados (Festa em homenagen aos Três Reis Magos) são tradição na cidade de Prata e na zona rural do município, e também os festejos de Julho de Dezembro também fazem parte da cultura pratense, onde são realizados shows e festas na cidade. A vaquejada também fazia parte das festividades pratense, porém por falta de incentivo do poder público deixou de acontecer há alguns anos na cidade. Não podendo esquecer de destacar a Festa da Garota Prata realizada na cidade  à 10 anos

## Politica municipal
O poder legislativo municipal é constituído por nove vereadores.

### Lista de ex-prefeitos
| Relação dos eleitos                | Eleito | Partido |
| Antônio Maria da Silva             | 1970   | ARENA   |
| Doroteu Barbosa Lima               | 1972   | ARENA   |
| Antônio Maria da Silva             | 1976   | ARENA   |
| Luiz Rodrigues do Nascimento       | 1982   | PDS     |
| Antônio Maria da Silva             | 1988   | PDS     |
| Doroteu Barbosa Lima               | 1992   | PFL     |
| Sebastião Hubaldo de Andrade Silva | 1996   | PPB     |
| Charles Barbosa Lima               | 2000   | PFL     |
| Charles Barbosa Lima               | 2004   | PDT     |
| Antônio Maria da Silva             | 2007   | PP      |
| Ludmar Pereira da Silva            | 2008   | PRB     |
| Fransuélio Melão da Silva          | 2011   | PMDB    |
| Antonio Gomes de Sousa             | 2013   | PTB     |